# Josef Palacký
Štábní kapitán Josef Palacký (21. dubna 1913 Čečovice – 4. května 1943 Věznice Plötzensee) byl československý důstojník a odbojář z období druhé světové války popravený nacisty.

## Život
Josef Palacký se narodil 21. dubna 1913 v Čečovicích na plzeňsku. Vystudoval reálnou školu v Plzni a poté absolvoval Vojenskou akademii v Hranicích. Po ukončení studia byl přidělen k plzeňskému Dělostřeleckému pluku 2, kde působil až do německé okupace v březnu 1939. Dosáhl hodnosti nadporučíka. Následně sloužil ve vojenském likvidačním oddílu, čehož využil ke zcizování výzbroje pro odboj nebo k jejímu znehodnocování, aby nemohla být využita okupační mocí. Za svou činnost byl 12. února 1940 zatčen gestapem, dne 2. prosince téhož roku odsouzen lidovým soudem k trestru smrti a 4. května 1943 popraven gilotinou v berlínské věznici Plötzensee.

## Posmrtná ocenění
- Josef Palacký byl v roce 1945 in memoriam povýšen prezidentem republiky do hodnosti štábního kapitána.